# Tyler Scott
Tyler Scott (Norton, Ohio; 12 de octubre de 2001) es un jugador profesional estadounidense de fútbol americano, se desempeña en la posición de wide receiver en Chicago Bears, en la National Football League (NFL).

## Carrera
Hizo su debut profesional con el equipo Chicago Bears, lleva jugando una temporada, comenzó en el 2023.